# Carter Jones
Pour les articles homonymes, voir Jones.
Carter Jones, né le 27 février 1989 à Maplewood, est un coureur cycliste américain professionnel de 2010 à 2016.

## Biographie
En 2014, Carter Kones remporte le Tour of the Gila.
Il décide d'arrêter sa carrière en juin 2016.

## Palmarès
- 2007
  - 2e étape du Tour de l'Abitibi (contre-la-montre par équipes)
- 2010
  - 5eb étape du Tour de Tarragone
  - 2e du championnat des États-Unis du contre-la-montre espoirs
- 2011
  - 3e du Tour de Guadeloupe
- 2012
  - 5e étape du Tour de Southland
  - 2e de la Cascade Classic
- 2013
  - 3e de la San Dimas Stage Race
- 2014
  - Classement général du Tour of the Gila

## Classements mondiaux
| Année            | 2012 | 2013 | 2014 | 2015 |
| ---------------- | ---- | ---- | ---- | ---- |
| UCI World Tour   |      |      |      | nc   |
| UCI America Tour | 433e | 140e | 11e  |      |